# نبیره (یمن)
 نبیره  به عربی ( النبیره  )، دهستانی است در عزلهٔ (حصبان در ناحیهٔ (المسرح)، از توابع استان 
بیضاء در کشور یمن در شبه جزیره عربستان. 

## جمعیت
جمعیت آن ( ۹۸۹ ) نفر (۱۹ خانوار) می‌باشد.
این دهستان در پایهٔ کو (جبل صبر) واقع شده‌است.

## منبع
- المقحفی، ابراهیم، احمد ، (مُعجَم المُدُن وَالقَبائِل الیَمَنِیَة) ، منشورات دار الحکمة، صنعاء، چاپ پنجم، وانتشار سال ۱۹۸۵ میلادی به (عربی).